# Уили Карлин
Уилям „Уили“ Карлин (на английски: William "Willie" Carlin) е бивш английски футболист, роден на 6 октомври 1940 г. в Ливърпул. Играе на поста централен полузащитник. Започва професионалната си кариера в Ливърпул, където обаче за три години записва едва един мач за първенство за първия отбор. След това играе в четвъртодивизионния Халифакс Таун и третодивизионния Карлайл Юнайтед (рекордна покупка за отбора, за 10000 паунда), с който печели промоция за Втора английска дивизия. През 1967 г. Карлин се докосва до най-високото ниво на английския футбол, когато бива закупен от първодивизионния Шефилд Юнайтед. След само една година отново се връща във Втора дивизия, защото легендарният Брайън Клъф го иска в отбора си Дарби Каунти. Дарби веднага успява да спечели първенството на Втора дивизия и да спечели промоция за Първа и веднага успява да се утвърди като сила в английския шампионат. След престои в Лестър Сити, Нотс Каунти и Кардиф Сити, Карлин прекратява кариерата си през 1974 г.